# Jean-Louis Guilhaumon
Pour les articles homonymes, voir Guilhaumon.
 (janvier 2012).
Si vous disposez d'ouvrages ou d'articles de référence ou si vous connaissez des sites web de qualité traitant du thème abordé ici, merci de compléter l'article en donnant les références utiles à sa vérifiabilité et en les liant à la section « Notes et références ».
Jean-Louis Guilhaumon, né à Oran (Algérie) le 27 octobre 1948, est un enseignant, directeur artistique de festival et homme politique français. Il est actuellement maire de Marciac (Gers), et président du festival Jazz in Marciac. Il a été vice-président de la Région Occitanie chargé du tourisme et du thermalisme.

## Biographie

### L’enseignant
Arrivé en 1971 dans le Gers (département) pour son premier poste de professeur (à Aignan), après ses études à l'École normale de Toulouse, Jean-Louis Guilhaumon est nommé à Marciac, en 1979, pour diriger le GOD, Groupe d’observation dispersé, structure destinée à accueillir à titre provisoire les élèves entrant en sixième sur le secteur scolaire de Marciac.
En 1982, le GOD est reconnu comme un collège de plein exercice. Jean-Louis Guilhaumon est nommé principal du collège de Marciac en 1984. Il le restera jusqu’à son départ à la retraite en octobre 2008.
On doit à Jean-Louis Guilhaumon, soutenu dans cette initiative par Philippe Joutard, recteur, et Gérard Casamayou, inspecteur d’Académie, la création, en 1993 au collège de Marciac, des Ateliers d’initiation à la musique de jazz.
Sans la création de ces ateliers, le collège de Marciac, n’aurait enregistré pour la rentrée scolaire de 1993 que 93 inscriptions. Or, c’est 118 élèves qui ont effectué cette rentrée et l’effectif du collège, que l’érosion démographique condamnait a priori à la fermeture, n’a cessé de croître. Il compte aujourd’hui 211 élèves, dont la moitié n’est pas originaire de la région de Marciac, la carte scolaire étant ouverte aux dimensions de l’hexagone.
Pour créer ces ateliers, Jean-Louis Guilhaumon s’est inspiré des « Espaces Culturels Ruraux » imaginés par Jack Lang.
Les moyens de l'Éducation nationale ont été mobilisés, en cohérence avec les associations locales, notamment Jazz in Marciac, et le projet a bénéficié du soutien du Conseil général du Gers, de la Direction régionale des Affaires culturelles, de la Direction régionale de l'Alimentation, de l'Agriculture et de la Forêt, de la Direction départementale de la jeunesse et des sports.
Le collège s’est métamorphosé sur le plan des bâtiments et un internat a été ouvert afin d’accueillir les élèves originaires d’autres secteurs.
Le célèbre trompettiste américain Wynton Marsalis, réputé pour ses actions pédagogiques, affirme : « Je voyage tout le temps, partout, jusqu’en Chine et je ne connais aucune école ailleurs comparable à ce collège de Marciac. C’est vraiment unique. »
Le collège de Marciac n’est ni un conservatoire, ni une école de musique. C’est un collège traditionnel, offrant les mêmes enseignements que les autres, avec en plus le cursus musical destiné à stimuler la créativité, la sensibilité et l’épanouissement des élèves. [À noter que le jeune prodige de la nouvelle vague du jazz Émile Parisien a fait ses gammes au collège de Marciac]

### Le président et directeur artistique deJazz in Marciac
En 1978, Jean-Louis Guilhaumon et une équipe d’amateurs organisent, au sein du FJEP, Foyer des jeunes et de l’éducation populaire, un premier concert de jazz New-Orleans. Dès l’année suivante, avec le soutien du saxophoniste Guy Lafitte et du trompettiste américain Bill Coleman, tous deux installés dans le Gers, ce qui a facilité la venue d’artistes acceptant par amitié un cachet modéré, c’est un festival de trois jours qui est proposé au public. Le succès est au rendez-vous et l’aventure de Jazz in Marciac est lancée.
Depuis plus de quarante ans, les musiciens de jazz les plus prestigieux se sont succédé sur la scène de Marciac Stan Getz, Dizzy Gillespie, Oscar Peterson, Keith Jarrett, Diana Krall, Stéphane Grappelli, Didier Lockwood, Wynton Marsalis, Nina Simone, Ray Charles, pour n’en citer que quelques-uns.
Jazz in Marciac est devenu l’un des festivals les plus courus d’Europe.
La fréquentation du festival 2009 a ainsi atteint 225 000 visiteurs et environ 65 000 entrées payantes sous chapiteau.
L’association présidée par Jean-Louis Guilhaumon a lancé une série d’actions destinées à donner une identité jazz à la commune de Marciac tout au long de l’année et à faire de la culture un moteur de développement local.
Ainsi ont été créés Les Territoires du jazz, espace muséographique proposant un voyage en images et en musique à travers l’histoire du jazz, puis les Sessions d’Automne, d’Hiver et de Printemps, saison musicale dédiée au jazz avec un concert par mois d’octobre à juin. Enfin, des stages et master classes assurés par des musiciens de renommée internationale sont proposés tant pendant le festival que le reste de l’année.
En 2015, un rapport de la chambre régionale des comptes sur l'association Jazz in Marciac affirme que la "concentration des responsabilités" dans la seule personne de Jean-Louis Guilhaumon, de plus "engagé  sur  des  mandats  représentatifs  importants", menace la pérennité de Jazz in Marciac. Ce rapport déplore également la non communication d'informations pourtant obligatoires telles que "la rémunération des trois plus hauts cadres dirigeants, ainsi que leurs avantages en nature". La chambre demande davantage de transparence quant aux invitations fournies aux mécènes (le montant de la contrepartie pouvant remettre en cause l'exonération fiscale dont bénéficie le mécène). Elle constate dans son rapport que l'association mène des activités de partenariat en milieu urbain, ce qui contrevient à ses statuts. En effet, l'association a pour vocation le développement culturel en milieu rural et non pas urbain. La chambre régionale des comptes estime également que la vente de marchandises alimentaires (373 355 € en 2009) n'est pas permise par l'objet social tel que défini dans le contrat d'association. Les recettes liées à ces ventes apparaissent dans la comptabilité alors que selon les statuts, elles ne sont pas censées être encaissées. Dès lors, la chambre régionale des comptes juge que se pose "la question de la qualité de l'examen de la fiabilité des comptes". À propos de la fréquentation, on peut lire dans le rapport que "L'association n'a pas été en mesure de fournir des éléments vraisemblables de fréquentation générale, alors même que celle-ci bénéficiant de fonds publics importants, se doit de présenter des états fiables sur ce sujet." Dès lors, il est difficile, selon la chambre régionale des comptes, de mesurer l'impact économique des activités de l'association sur le territoire. Celle-ci s'étonne, par ailleurs, d'un appui financier à la gendarmerie nationale sans convention (billets gratuits pour les spectacles, frais de carburant, gîte et couvert). Enfin, le nouveau pôle culturel L'Astrada menace l'association Jazz in Marciac en raison de son coût très élevé. "Ce nouveau projet de pôle culturel semble directement mettre en cause la pérennité de l'association".

### L’élu local
Élu maire de Marciac en 1995, Jean-Louis Guilhaumon s’est employé à mobiliser tous les acteurs locaux aux côtés de partenaires institutionnels (Europe, État, Région Midi-Pyrénées, Conseil général du Gers, Pays du Val d’Adour, Communauté de communes Bastides et Vallons du Gers) ou privés (Pierre & Vacances) afin, d’une part, de redonner à l’architecture du village (une Bastide du XIIIe siècle) l’identité forte voulue à l’époque par ses concepteurs et de doter, d’autre part, le pays d’équipements structurants indispensables à son développement.
C’est ainsi que l'ancienne école républicaine devient un hôtel de luxe spa cinq étoiles,. La place centrale et les rues adjacentes ont été réaménagées, une charte esthétique (outil de conseil pour la réhabilitation des façades par les particuliers) a été mise en place et le site touristique du lac a été aménagé, avec pour point d’orgue de cette politique publique la création d’un village de vacances par le groupe privé Pierre & Vacances. L’église de Marciac, dont le clocher – le plus haut du département – est évoqué par Julien Gracq dans Les carnets du grand chemin, a donné lieu a d’importantes restaurations, de même qu’une maison emblématique du patrimoine bâti marciacais, La Maison Guichard, qui accueille désormais l’Office de Tourisme et est appelée à devenir le Centre d’Interprétation du Grand Site Occitanie de Marciac. 
Dans le même temps, Jean-Louis Guilhaumon et le Conseil municipal de Marciac ont été les initiateurs d’importants projets de développement et d’amélioration du cadre de vie portés par la Commune, la Communauté de communes Bastides & Vallons du Gers ou d’autres organismes de gestion : aménagement de lotissements, avec notamment la construction de « maisons économes » qui font référence en matière de développement durable, création dune station d’épuration avec lagunage, d’une zone d’activité économique et d’une zone commerciale.
Le Syndicat mixte d’études et d’aménagement du Grand site de Marciac, présidé par Philippe Martin, député et Président du Conseil général du Gers, a entrepris, en décembre 2009, la construction du Pôle culturel de Marciac, comprenant notamment une salle de spectacle de 500 places, "l'Astrada". 
Dans un rapport de 2015, la chambre régionale des comptes indique que les charges liées à ce nouvel équipement culturel menacent la pérennité de l'association Jazz in Marciac puisque "81% de l'augmentation des charges d'exploitation [de l'association] est la conséquence de la mise en place du pôle culturel (+ 1 062 690 €)". En 2013, ce pôle culturel bénéficiait de 515 000 € d'aides publiques pour un chiffre d'affaires de 369 673 €, "c'est-à-dire que le spectateur à l'Astrada acquitte en moyenne 27,77 € alors que le contribuable verse 38,70€".

### L’élu régional
Élu du Gers au Conseil Régional de Midi-Pyrénées depuis 2004, Jean-Louis Guilhaumon a été vice-président chargé du tourisme et du thermalisme. Il a contribué à la politique touristique de la Région Occitanie. 
Déjà chargé du tourisme lors de son premier mandat, le Président, Martin Malvy, lui avait confié les missions suivantes :
- mise en œuvre du Schéma régional de développement du tourisme et des loisirs (SRDTL) qui constitue une plateforme d’axes stratégiques et de plans d’action dans les domaines suivants : plan marketing piloté par le Comité régional du tourisme, organisation du tourisme et du réceptif, modernisation et qualification de la production touristique, dispositifs d’appui au développement de l’économie touristique.
- mise en place du Plan de soutien à l’économie touristique qui, en partenariat avec les cofinanceurs (Union européenne, État, Départements) est destiné à garantir la cohérence de l’aide publique au tourisme en se dotant d’objectifs qualitatifs communs et en rendant convergents et complémentaires les différents dispositifs
- création des Grands sites de Midi-Pyrénées, projet de valorisation et de promotion des 24 Grands sites Midi-Pyrénées (Moissac, Rocamadour, Viaduc de Millau, Auch …) et développement des 39 Grands Sites Occitanie.

## Mandats
- Adjoint au maire de Marciac de 1977 à 1995
- Maire de Marciac depuis 1995
- Vice-président du Conseil régional de Midi-Pyrénées de 2004 à 2015 (Liste des conseillers régionaux du Gers)

## Autres fonctions
- Président du festival Jazz in Marciac
- Vice-président de la Communauté de communes Bastides et Vallons du Gers

## Décorations et distinctions
- Chevalier de la Légion d'honneur
- Chevalier de l’Ordre national du Mérite
- Commandeur de l’Ordre des Arts et des Lettres
- Commandeur de l’Ordre des Palmes académiques
- Médaille d’or de la Jeunesse et des Sports
- Médaille d’or de la Ligue française de l’enseignement et de l’éducation permanente
- Médaille du Tourisme